# Liste der Ehrenbürger von Berchtesgaden
Die Ehrenbürgerwürde ist die höchste kommunale Auszeichnung des Marktes Berchtesgaden.
Seit 1888 wurden folgende Personen zu Ehrenbürgern ernannt.
Hinweis: Die Auflistung erfolgt chronologisch nach Datum der Zuerkennung.

## Die Ehrenbürger des Marktes Berchtesgaden

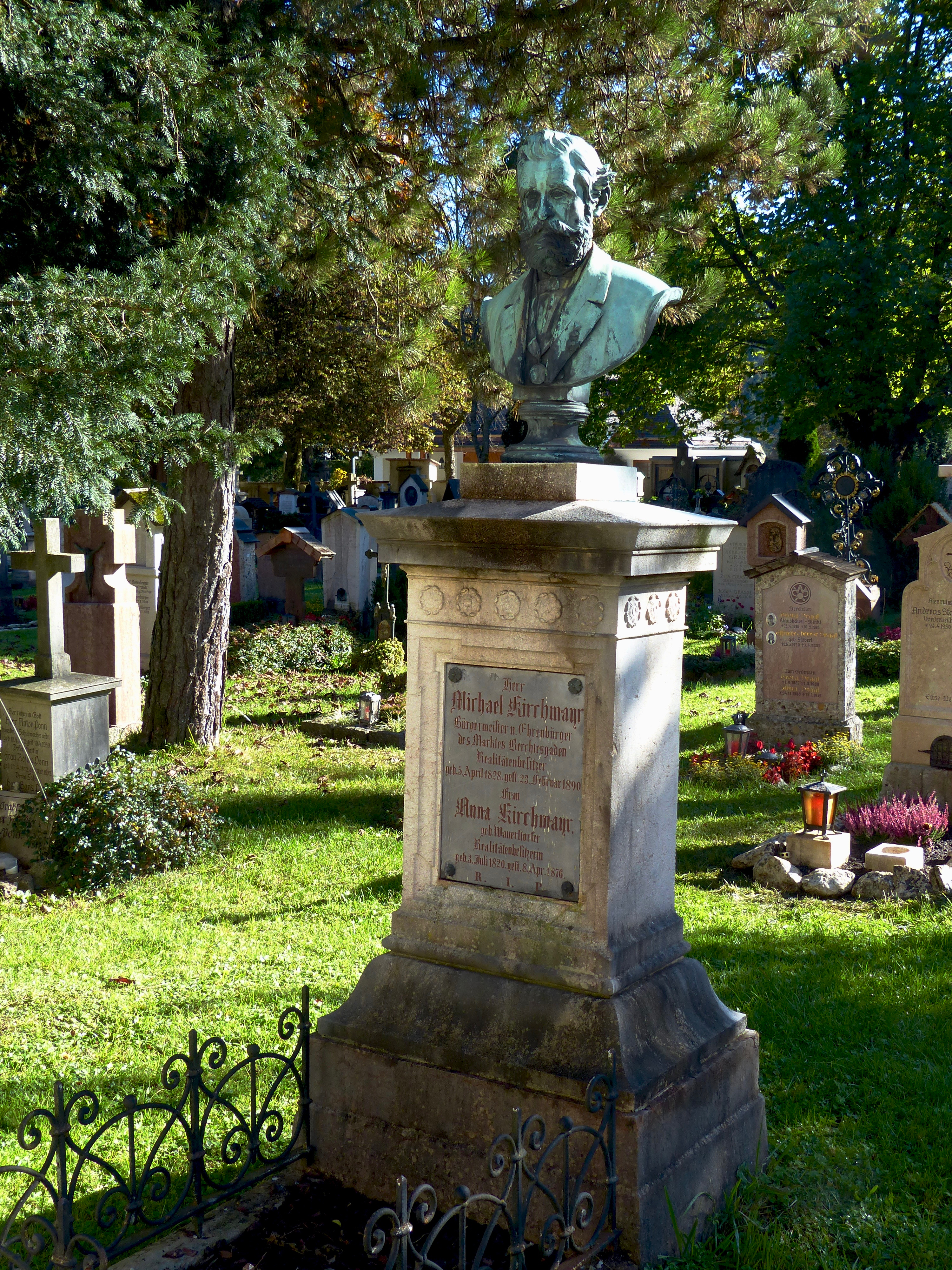
Michael Kirchmayr (1820–1895)

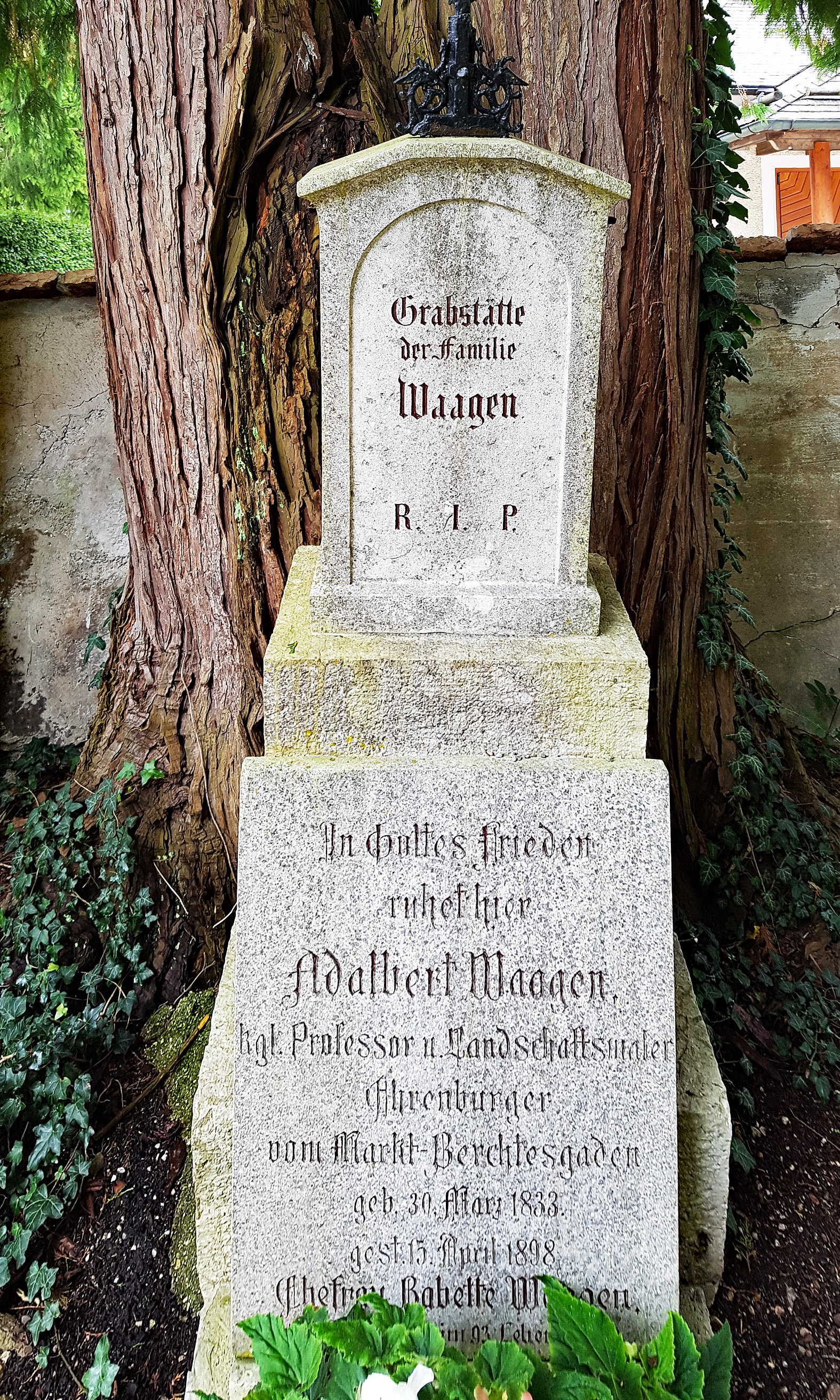
Adalbert Waagen (1833–1898)

1. Reinhard Wiesend
Bezirksamtmann in Garmisch
Verleihung am 13. April 1888
Für Verdienste als Gründer und Leiter des Vereins gegen Hausbettel, als Referent der Schnitzschule und Vorstand des Verschönerungsvereins
2. Michael Kirchmayr (5. April 1828; † 23. Februar 1890)
Brauereibesitzer, Bürgermeister von 1869 bis 1890
Verleihung am 12. Januar 1889
3. Adalbert Waagen (* 30. März 1833; † 15. April 1898 in Berchtesgaden)
Bildender Künstler
Verleihung am 20. März 1891
Für Verdienste als bedeutender Künstler und Ernennung durch den Prinzregenten Luitpold zum Professor[3]
4. Josef Lamprecht († 3. Mai 1897)
Apotheker
Verleihung am 5. Januar 1897
Für Verdienste als langjähriger Magistratsrat und Vorstand des Verschönerungsvereins.
5. Jacob Kerschbaumer (* 23. April 1823; † 31. Oktober 1914)
Kaufmann, Bürgermeister von 1860 bis 1869
Verleihung am 16. Oktober 1900
6. Richard Pintsch († September 1919)
Geheimer Kommerzienrat
Verleihung am 9. August 1906
Für Verdienste als Wohltäter des Kindergartens und des Bruderhauses
7. Lorenz Widmann (* 21. Juli 1839 in München; † 20. Mai 1926 in Berchtesgaden)
Geistlicher Rat von 1884 bis 1920
Verleihung am 18. August 1909
8. Ludwig Ganghofer (* 7. Juli 1855 in Kaufbeuren; † 24. Juli 1920 in Tegernsee)
Schriftsteller
Verleihung am 6. Mai 1913
Für Verdienste um die Popularität Berchtesgadens, dank seiner Romane
9. Jacob Pfab
Apotheker, Bürgermeister von 1908 bis 1919
Verleihung am 17. Juli 1919
Für Verdienste als Bürgermeister während des Ersten Weltkrieges
10. Gräfin Elsa von Waldersee (* 11. April 1871; † 7. November 1955)
Verleihung am 16. Oktober 1919
Für Verdienste als Gönnerin Berchtesgadens und bei der Verwundetenbetreuung während des Ersten Weltkrieges
11. Josef Kerschbaumer (* 23. Dezember 1852; † 14. Januar 1952)
Kaufmann, Bürgermeister von 1893 bis 1906
Verleihung am 29. Dezember 1922
Für Verdienste als Bürgermeister um den Fremdenverkehr
12. Paul von Hindenburg (* 2. Oktober 1847 in Posen; † 2. August 1934 auf Gut Neudeck)
Reichspräsident
Verleihung am 25. März 1933
Die Verleihung erfolgte wie in vielen deutschen Kommunen zusammen mit der an Adolf Hitler.
  - Adolf Hitler (* 20. April 1889 in Braunau am Inn; † 30. April 1945 in Berlin)

Reichskanzler
Verleihung am 25. März 1933. Sämtliche verliehenen Ehrenbürgerwürden an Kriegsverbrecher wurden zwar durch eine Direktive des Alliierten Kontrollrats vom 12. Oktober 1946 aberkannt,[4] doch Adolf Hitler wurde wegen seines Suizids vor Kriegsende weder als Kriegsverbrecher angeklagt noch verurteilt. Die Aberkennung seiner Ehrenbürgerwürde wurde erst 2008 vom Berchtesgadener Gemeinderat bestätigt.[5]
13. Georg Waltenberger (* 14. August 1865; † 5. Februar 1961)
Kunstmaler
Verleihung am 4. November 1947
Für Verdienste als bedeutender Künstler und die Ausschmückung des 1930 erbauten Kursaals
14. Karl Theodor Jacob (* 15. Januar 1908 in Kaiserslautern; † 19. Juli 1980 in Ramsau bei Berchtesgaden)
Landrat
Verleihung am 26. April 1955[6]
Für seine Verdienste um die kampflose Übergabe Berchtesgadens 1945 sowie danach auf allen Gebieten des öffentlichen Lebens zum Wohle Berchtesgadens.
15. Peter Ostermayr (* 18. Juli 1882 in Mühldorf a.Inn; † 7. Mai 1967 in München)
Filmproduzent
Verleihung am 10. Juli 1955[7]
Für seine Verdienste durch die Verfilmung der Romane von Ludwig Ganghofer im Berchtesgadener Land
16. Stefan Imhof (* 21. Dezember 1870; † 18. März 1963)
Obermedizinalrat, Bürgermeister von Schellenberg von 1896 bis 1914, von Berchtesgaden von 1946 bis 1955
Verleihung am 21. Dezember 1955
Für Verdienste als seinerzeit ältester amtierender Bürgermeister der Bundesrepublik Deutschland
17. Otto Schüller (* 1910; † 3. Februar 2001)
Geistlicher Rat
Verleihung am 29. Januar 1980
Anlässlich seines 70. Geburtstages. Von 1935 bis 1982 Pfarrer in Berchtesgaden und damit vor Ort länger im geistlichen Dienst als sämtliche Pröpste und Pfarrer zuvor.
18. Martin Beer (* 19. Juli 1916; † 28. Mai 1980 in Berchtesgaden)
Bürgermeister 1960–1980
Verleihung am 29. Januar 1980
Für außerordentliche Verdienste während seiner 20-jährigen Amtszeit.
19. Josef Fegg (* 8. März 1922; † 5. Februar 1981)
Bürgermeister von Maria Gern 1956–1971, Marktgemeinderat 1972–1980
Verleihung am 18. November 1980
Für seine Verdienste im Laufe der Gebietsreform. Dank ihm verlief die Verschmelzung der Gemeinden Berchtesgaden und Maria Gern harmonisch.